# Roșia (okręg Arud)
Roșia – wieś w Rumunii, w okręgu Arad, w gminie Dieci. W 2011 roku liczyła 55 mieszkańców. 